# Respuesta Radiofónica
Grupo radiofónico con presencia en la ciudad de Santiago de Querétaro, Querétaro subsidiario de Grupo Radiorama, llamado oficialmente "Máxima audiencia en medios".

## Historia.
En el mes de agosto de 1988 sale al aire la emisora XEKH-AM Radio Centro 1020 AM 'Al servicio de la gran familia queretana', la primera emisora de radio hablada en la ciudad de Querétaro naciendo de esta manera el tercer grupo radiofónico de la ciudad, junto con Multimundo Radio (Desarrollo Radiofónico) y Grupo ACIR Querétaro.
En 1991 se integra la segunda emisora a este grupo radiofónico, la XHQRT-FM 91 DAT tu FM, un formato de música juvenil que llegaba para competir con la XEXE-AM Radio Hit 1490 AM -emisora independiente- y la XHOZ-FM Estéreo Amistad 94.7 FM, logrando inmediatamente una gran aceptación.
La radio informativa llega a este grupo Radiofónico en el año de 1994 con el nacimiento de Noticentro, emisión conducida por: Felipe Hernández, decano periodista radiofónico y contando con un grupo de reporteros como Miguel Ángel Alvárez y Edgar Martín quienes después se convertirían en conductores de otros noticieros de Radio y Televisión. 
En 1999 se convirtió en el grupo radiofónico más grande de la ciudad, cuando en alianza con Radiorama Bajio integra el 1 de marzo a la XHRQ-FM Fiesta Mexicana 97.1 FM, el 20 de abril a la XHMQ-FM La Poderosa 98.7 FM y el 12 de julio a la XEHY-FM Romántica 1310 AM, convirtiéndose en La Z 97.1 FM, Estéreo Joya 98.7 FM y 1310 La Jefa.
Desde entonces se mantiene como el grupo radiofónico más grande de la ciudad.

## Emisoras en Querétaro, Qro.
- 91 DAT XHQRT-FM 90.9 MHz.HD1
- Top Music XHKH-FM  91.7 MHz.
- Mia 93.9 XHHY-FM  93.9 MHz.
- La Jefa XHMQ-FM 98.7 MHz.

## Emisora en San Juan de Río, Qro.
- La Z XHRQ-FM 97.1 MHz.

## Enlaces
Respuesta Radiofónica
- Datos: Q6106510